# أنطونيو كارلوس باربوسا
أنطونيو كارلوس باربوسا (بالبرتغالية: Antônio Carlos Barbosa‏) هو مدرب كرة سلة برازيلي، ولد في 14 أبريل 1945 في ساو باولو في البرازيل.